# 王善继
王善繼，字孝沖、性之，號達宇，直隸松江府華亭縣（今上海市松江區）人，明朝政治人物。

## 生平
华亭县学生，萬曆十六年（1588年）戊子科應天府鄉試第四十五名舉人，三十二年（1604年）甲辰科會試一百十五名，二甲三十六名進士。礼部觀政，三十三年授刑部主事，奉敕往关内审决。歴任四川司员外郎、陕西司郎中，萬曆三十八年（1610年）任福建建宁府知府，有惠政。乞休歸里。

## 家族
曾祖王常。祖父王崐。父王大化。母陳氏。永感下。兄時亮、天秀；弟之栋、天才、善治（礼部儒士）、天文、善政、善教。
子王獻吉，順天鄉試解元，官至知州。孫王宗熙，崇禎癸未進士；王辰熙。